# Basketball-Ozeanienmeisterschaft 1987
Die Basketball-Ozeanienmeisterschaft 1987, die achte Basketball-Ozeanienmeisterschaft, fand zwischen dem 31. August und 4. September 1987 in Timaru sowie Christchurch in Neuseeland statt, das zum fünften Mal Veranstalter war. Gewinner war die Nationalmannschaft Australiens, die zum achten Mal den Titel erringen konnte. Im Finale unterlag die Neuseeland deutlich. Die Französisch-Polynesien belegte den dritten Platz. Mit Französisch-Polynesien nahm erstmals eine dritte Mannschaft an dem Turnier teil.

## Teilnehmende Mannschaften
Australien

 Französisch-Polynesien

 Neuseeland

## Modus
Zunächst wurde in einer Gruppenphase gespielt. Jede Mannschaft spielte gegen jede ein Mal, so dass jede Mannschaft genau zwei Partien absolvierte (insgesamt wurden drei Partien absolviert). Pro Sieg gab es zwei Punkte, für eine Niederlage immerhin noch einen Punkt. Bei Punktgleichheit entschied der Direkte Vergleich. Die beiden punktbesten Mannschaften zogen in das Finale ein und spielten um den Turniersieg.

## Ergebnisse

### Gruppenphase
| Platzierung | Mannschaft             | Punkte | G | V | Körbe   | Diff |
| ----------- | ---------------------- | ------ | - | - | ------- | ---- |
| 1           | Australien             | 4      | 2 | 0 | 224:106 | +118 |
| 2           | Neuseeland             | 3      | 1 | 1 | 194:141 | +53  |
| 3           | Französisch-Polynesien | 2      | 0 | 2 | 84:225  | −171 |

| 31. August 1987 |                                        | Australien | 136 – 31 | Französisch-Polynesien |  |
| 31. August 1987 | Punkte pro Halbzeit: 62 : 13, 74 : 18. |            |          |                        |  |
| 31. August 1987 |                                        |            |          |                        |  |
| 31. August 1987 |                                        |            |          |                        |  |

| 1. September 1987 |                                        | Australien | 88 – 75 | Neuseeland |  |
| 1. September 1987 | Punkte pro Halbzeit: 43 : 41, 45 : 34. |            |         |            |  |
| 1. September 1987 |                                        |            |         |            |  |
| 1. September 1987 |                                        |            |         |            |  |

| 1. September 1987 |                                        | Neuseeland | 119 – 53 | Französisch-Polynesien |  |
| 1. September 1987 | Punkte pro Halbzeit: 71 : 20, 48 : 33. |            |          |                        |  |
| 1. September 1987 |                                        |            |          |                        |  |
| 1. September 1987 |                                        |            |          |                        |  |

### Finale
| 1. September 1987 |                                        | Australien | 115 – 59 | Neuseeland |  |
| 1. September 1987 | Punkte pro Halbzeit: 54 : 22, 61 : 37. |            |          |            |  |
| 1. September 1987 |                                        |            |          |            |  |
| 1. September 1987 |                                        |            |          |            |  |

| Australien          |
| Meister Australien  |
| Achte Meisterschaft |

## Abschlussplatzierung
| Rang | Mannschaft             |
| ---- | ---------------------- |
| 1    | Australien             |
| 2    | Neuseeland             |
| 3    | Französisch-Polynesien |

Australien qualifizierte sich durch den Finalerfolg für die Olympischen Sommerspiele 1988 in Seoul, Südkorea.